# 2004年夏季残疾人奥林匹克运动会立陶宛代表团
2004年夏季残疾人奥林匹克运动会立陶宛代表团是立陶宛派出的2004年夏季残疾人奥林匹克运动会代表团。获得1枚金牌、1枚银牌和5枚铜牌。